# Scindapsus coriaceus
Scindapsus coriaceus är en kallaväxtart som beskrevs av Adolf Engler. Scindapsus coriaceus ingår i släktet Scindapsus och familjen kallaväxter. Inga underarter finns listade.